# Bombopsyche ruatana
Bombopsyche ruatana là một loài bướm đêm thuộc phân họ Arctiinae, họ Erebidae.